# Mănăstirea Popânzălești
Mănăstirea Popânzălești este o mănăstire de maici, creștin-ortodoxă, și se află situată la aproximativ 25 de kilometri sud-est de municipiul Craiova, în satul cu același nume din comuna Drăgotești, județul Dolj.
Mănăstirea Popânzălești este atestată documentar din anul 1678, când a fost închinată ca metoc Episcopiei
Râmnicului-Noul Severin de către logofătul Hamza din Popânzălești, ctitorul ei. Spre sfârșitul vieții, logofătul 
Hamza se călugărește la ctitoria sa, după cum intrase în practica multor creștini ortodocși, primind numele de 
Ioan. El înzestrase mănăstirea cu toate cele necesare vieții monahale, dar o împropriază și cu vatra satului, 
fapt întărit și de Sfântul Voievod Constantin Brâncoveanu într-un hrisov dat la anul 1695.
În anul 1799, prin râvna arhimandritului Metodie, mănăstirea este reclădită din temelie, pe același loc.
Catagrafia Episcopiei Râmnicului din anul 1824 menționează pe căpitanul Dumitrache Viișoreanu, care a zidit din 
temelie biserica mănăstirii.
În timpul domniei lui Barbu Știrbei (1849-1853; 1854-1856) încep ample lucrări de restaurare, căci întreg
ansamblul fusese năruit de cutremurul din 1838. După venirea Sfântului Calinic ca ierarh al Olteniei 
(1850-1868), lucrările de restaurare își măresc cadența.
Sfântul a donat mănăstirii o icoană a Maicii Domnului, cu salbă de galbeni, făcătoare de minuni. Legenda spune
că fostul proprietar al podoabei și-ar fi însușit salba de aur, dar după câțiva ani ar fi sărăcit complet, ceea 
ce l-a determinat să înapoieze salba la biserică.
Dintre ctitorii acelei vremi amintim pe Grigore Dumitru și soția sa Stanca, comercianți, Ignat Terencovici,
pictor de biserici, Iliodor Pelițanu, boier din partea locului, arhimandritul Augustin, ieromonahul Lavrentie, 
ieromonahul Aron, schimonahul Filoftei, ierodiaconul Teofil, ieromonahul Doroftei, monahia Iuliana ș.a.
Secularizarea averilor mănăstirești din timpul lui Al. I. Cuza (1859-1864) a dus la dispariția acestei mănăstiri, căci călugării s-au risipit, iar în 1870, mănăstirea sărăcind, se desființează și devine biserică de mir.
După decembrie 1989, din inițiativa Î.P.S. acad. dr. Nestor Vornicescu, Mitropolitul Olteniei (+2000), s-a reînființat Sfânta Mănăstire Popânzălești, cu hramul Sfântului Calinic și al Sfântului Nicolae, la care Î.P.S. Nestor a adăugat, în 14 octombrie 1999, la resfințirea bisericii, și hramul Sfintei Parascheva.
Mănăstirea a fost condusă, de la reînființare până în toamna anului 2013 (septembrie), de către protosinghelul Fanurie Chiriță, în calitate de stareț al acestui așezământ. De la transformarea în mănăstire de maici și până în prezent obștea este condusă de către monahia Steliana Mațea, actuala stareță.
Din toamna anului 2015 biserica mănăstirii a intrat într-un amplu proces de restaurare, slujbele oficiindu-se într-un mic paraclis amenajat în vechea trapeză (sală de mese) a mănăstirii.